# THIRTY THREE RECORD
THIRTY THREE RECORD（サーティスリーレコード、33RECORD）は、日本のインディーズ音楽レーベルである。

## 概要
「不確定的、コミュニティーレーベル的。」を提言しており、不特定多数の有志メンバーにより運営されている。iTunes StoreやOTOTOY、Amazon.co.jpなど、音楽配信サイトでの音源配信を中心に、YouTubeやVimeoでの映像作品の配信や、FacebookやTwitterなどのSNSやウェブサイト上でエッセイやライナーノーツなどのコンテンツを不定期で公開している。

## 企画作品
Biff Sound
2014年3月3日〜2014年10月15日に行われた33週連続収録、配信企画。OTOTOY、iTunesにて楽曲の配信、YouTubeにて映像作品が毎週更新されていた。また、OTOTOYでは33作品の中からセレクトされた楽曲を収録した無料コンピレーション「Biff Sound Selection」が第1弾〜第7弾まで配布されている。
Country House Tapes
カセットテープのマルチトラック・レコーダーを用いて制作された作品シリーズ。Alastair Rogers（ex.eight）、Alex Keleherなど。
Factorization
一夜で収録した音源、映像、写真などを公開するOTOTOYとの共同企画シリーズ。坂口喜咲（ex.HAPPY BIRTHDAY）など。
Live at Ice Cream Studio
Ice Cream Studioでのスタジオライブの映像、楽曲収録シリーズ。